# فلوئورید ایتریم (III)
فلوئورید ایتریم(III) (به انگلیسی: Yttrium(III) fluoride) با فرمول شیمیایی YF3 یک ترکیب شیمیایی است. که جرم مولی آن 145.90 g mol−1 می‌باشد. شکل ظاهری این ترکیب، پودر سفید است.